# Basebollkeps

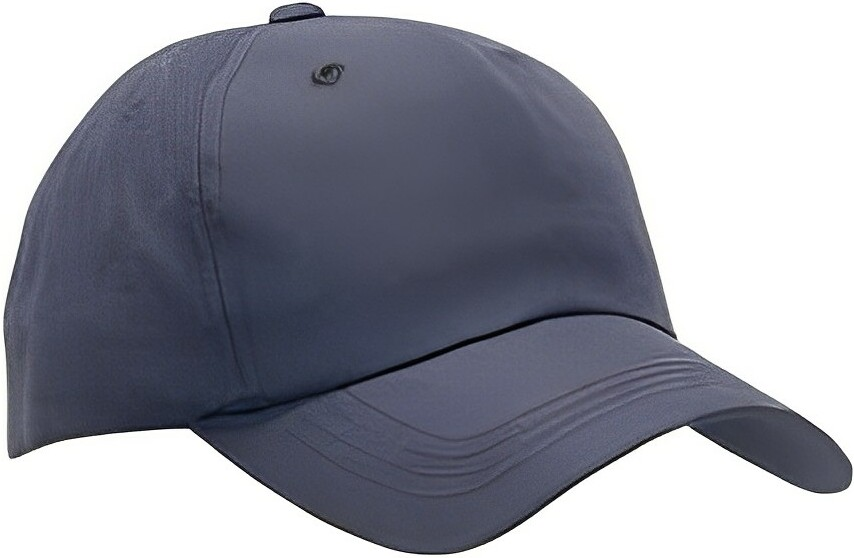
En basebollkeps med enfärgad kulle och skärm.

Basebollkeps är en typ av keps som härstammar från basebollen i USA.
Framtill har basebollkepsen en skärm vars syfte är att skydda ögonen från solljus, vilket är en fördel när man ska fånga en lyra i baseboll en solig dag. Ovanför skärmen, på kullen, finns vanligen en logotyp för en idrottsklubb eller ett företag.

## Historia
Den äldsta kända beskrivningen av en basebollklubbs spelardräkt är från 1849, då New York Knickerbockers bland annat föreskrev att klubbens spelare skulle ha en form av stråhatt på huvudet under matcherna. Några år senare började klubben använda en hatt av merinoull, som hade en skärm mer lik dagens basebollkepsar. Kepsar med skärm framtill var dock inte en ny uppfinning. Sådana hade använts inom hästsport av jockeyer även tidigare.
Redan i annonser på slutet av 1860-talet kunde man finna en mängd olika varianter av basebollkepsar. En av de populäraste kallades helt enkelt "No. 1" och användes av flera av den tidens mest framgångsrika klubbar, såsom Brooklyn Excelsiors, New York Mutuals och Philadelphia Athletics. Den hade en bild av en stjärna högst upp på kullen.
Under slutet av 1800-talet förekom kepsar som uppvisade stora likheter med dagens, men dessa tillhörde inte de mest populära. En version som däremot var populär, mest under slutet av 1880-talet, hade en kulle som liknade en pillerburk. Denna stil, som är starkt förknippad med baseboll på 1800-talet, försvann dock mer eller mindre till sekelskiftet, men återkom vid ett par tillfällen under 1900-talet. Dels användes stilen av Philadelphia Athletics under sex framgångsrika år 1909–1914, och dels av Pittsburgh Pirates 1976–1986.
Den typ av basebollkepsar som används i dag har sitt ursprung i de kepsar som bars av Brooklyn Excelsiors. Denna stil kallades Brooklyn-stilen och hade en längre skärm och högre kulle med en knapp högst upp. Denna stil blev dominerande från sekelskiftet 1900.
Kutymen att ha en eller flera bokstäver på kullens framsida kan spåras till 1894, då Boston Beaneaters hade bokstäverna BBC (Boston Ball Club) där. Året efter var det tre klubbar till som hade bokstäver på kullen.
Den första klubben i Major League Baseball (MLB) som hade en bild eller logotyp på framsidan av kullen var Detroit Tigers, som 1901 började använda en keps med en bild av en tiger. (Baltimore Orioles hade dock en vinge på kepsen redan 1894, men bara under matchserien Temple Cup.) Två år senare introducerades en keps som hade sömmar på skärmen, vilket gjorde att den bättre behöll sin form över tid. Vid slutet av det decenniet hade nästan alla basebollkepsar sådana skärmar.
Den sista klubben i MLB som hade en keps utan någon bokstav eller logotyp på kullens framsida var St. Louis Browns 1945.
Kepstillverkaren New Era, som tillverkade kepsar åt vissa av klubbarna i MLB, introducerade 1954 en ny modell kallad "59Fifty", vars kulle var stärkt och stod mer upprätt där fram, så att logotypen syntes tydligare. När New Era blev den enda officiella leverantören av kepsar till alla klubbarna 1993 blev denna modell allenarådande i MLB.
Basebollkepsens popularitet bland supportrar i USA började på allvar med en tidningsannons i april 1980, då New Era erbjöd allmänheten att köpa de kepsar som företaget tillverkade åt spelarna i MLB. Gensvaret blev enormt och marknaden för basebollkepsar hade öppnat sig. Snart var det inte bara basebollsupportrar som bar kepsarna, utan de blev en del av populärkulturen när de bars av skådespelare som Tom Selleck i rollen som privatdetektiven Magnum och av populära rapartister som Chuck D i Public Enemy och Eazy-E i N.W.A. Basebollkepsen hade blivit mode och kunde i princip bäras i vilka sammanhang som helst. Detta gällde inte minst den ikoniska New York Yankees-kepsen med "NY" på kullen.
Enskilda personer har ibland påverkat kepsmodet. Den populära basebollspelaren Ken Griffey Jr. gjorde i början av 1990-talet det coolt att bära kepsen bak och fram. Regissören Spike Lee ville 1996 ha en röd Yankees-keps, något som inte existerade vid den tiden. Han kontaktade New Era, som bara hade tillstånd att tillverka kepsar som såg ut exakt som de som spelarna hade på sig under matcherna. Företaget fick be Yankees och MLB om lov, vilket man fick under förutsättning att man bara tillverkade ett exemplar åt Lee. När Lee sedan blev fotograferad i kepsen och fotografierna spreds i pressen blev trycket att massproducera den mycket stort och snart fanns det MLB-kepsar i alla möjliga färger.

## Fotogalleri

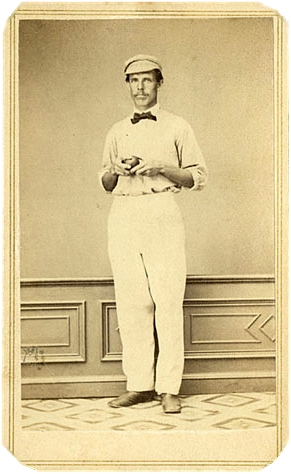
En basebollspelare i keps 1863.
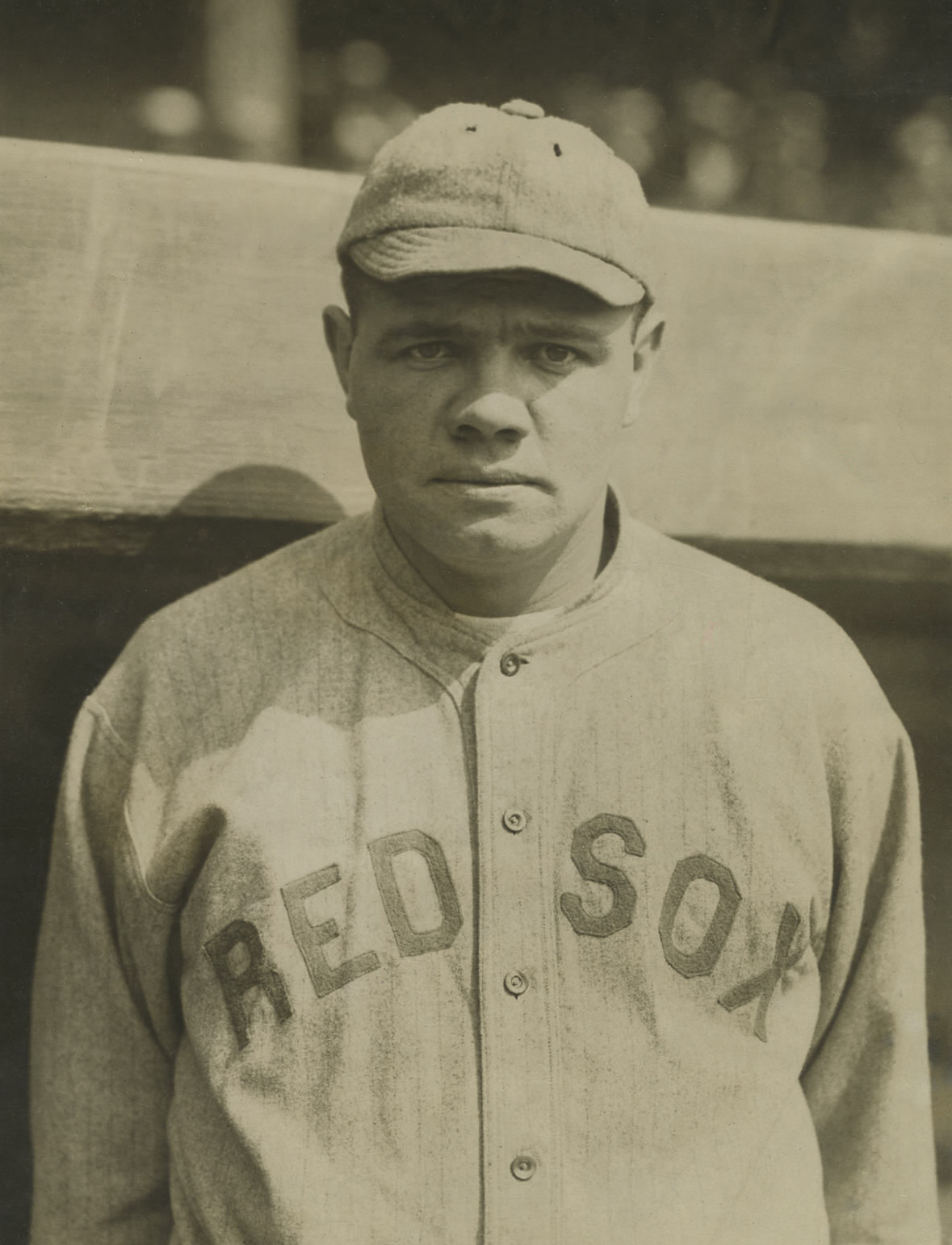
Babe Ruth i en Boston Red Sox-keps utan logotyp cirka 1916.
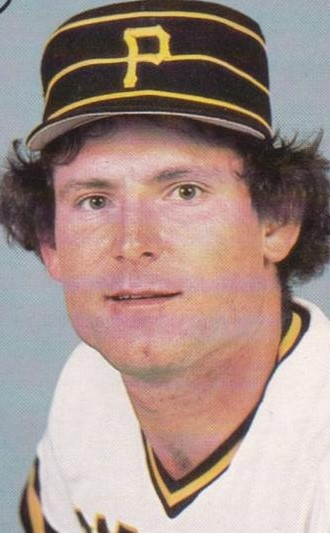
En Pittsburgh Pirates-keps i pillerburk-stil 1984.
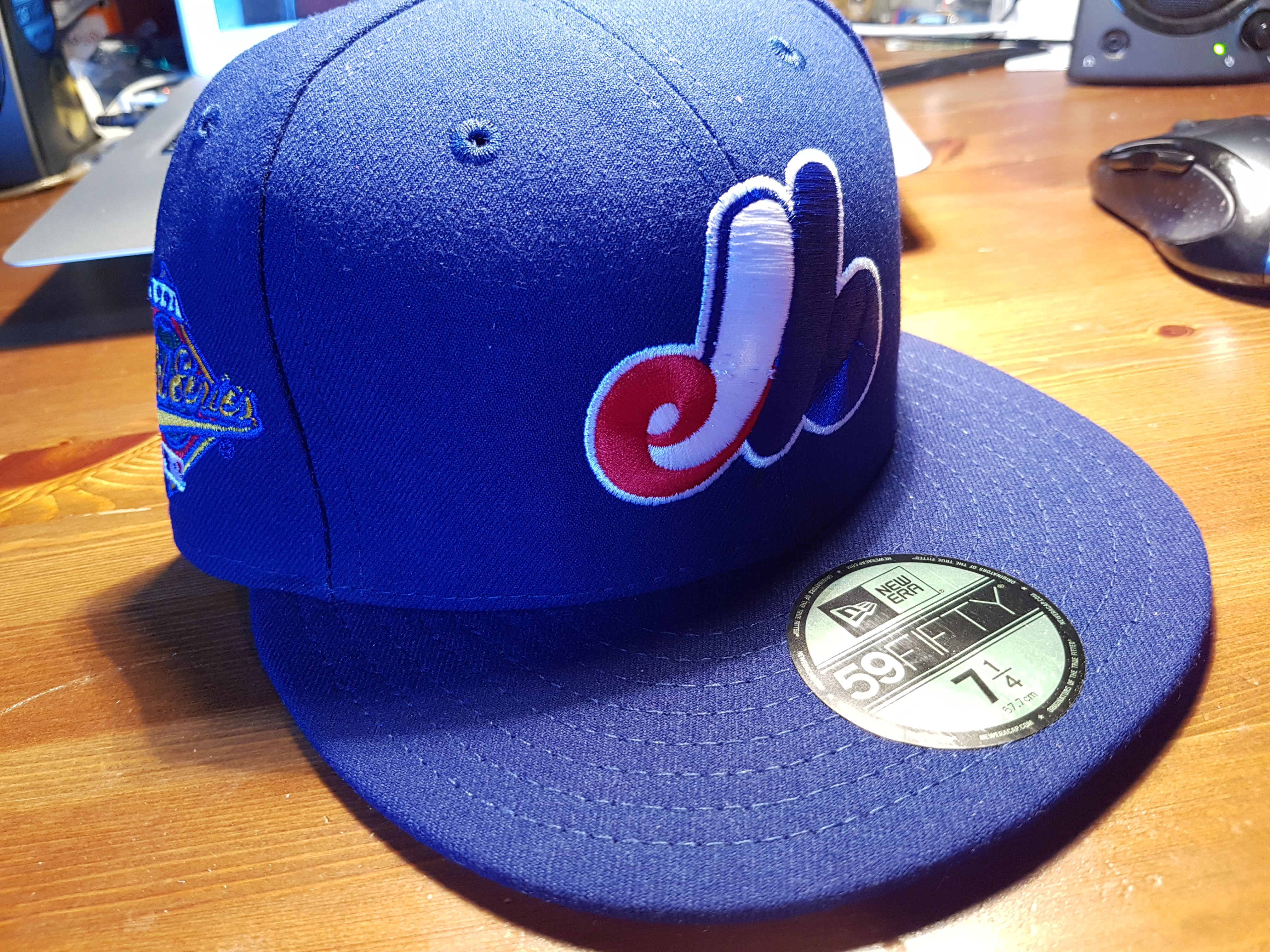
En Montreal Expos "59Fifty"-keps tillverkad av New Era.
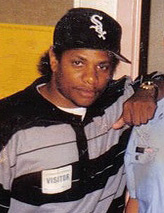
Eazy-E i sin karakteristiska Chicago White Sox-keps.
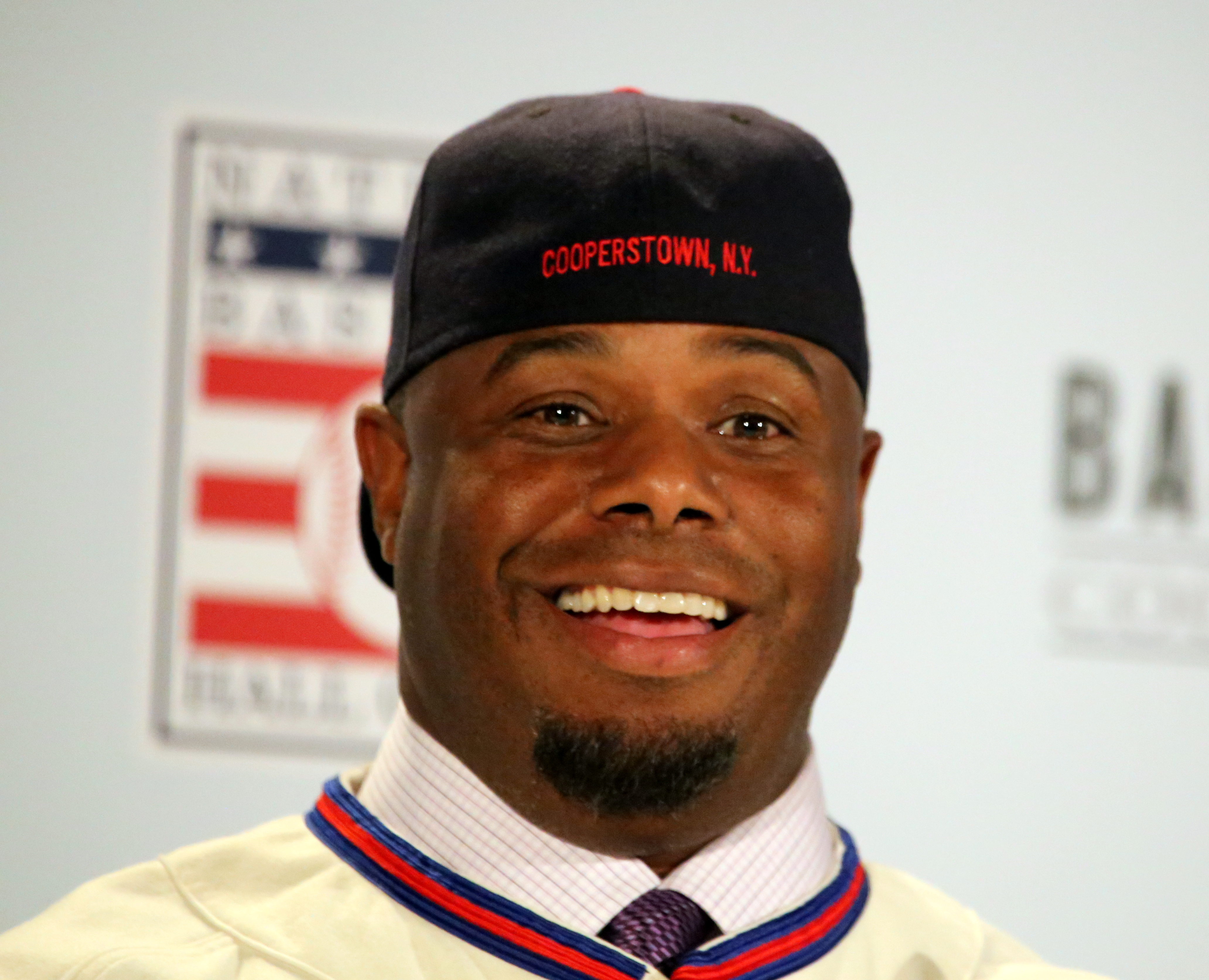
Ken Griffey Jr. med kepsen vänd bak och fram.
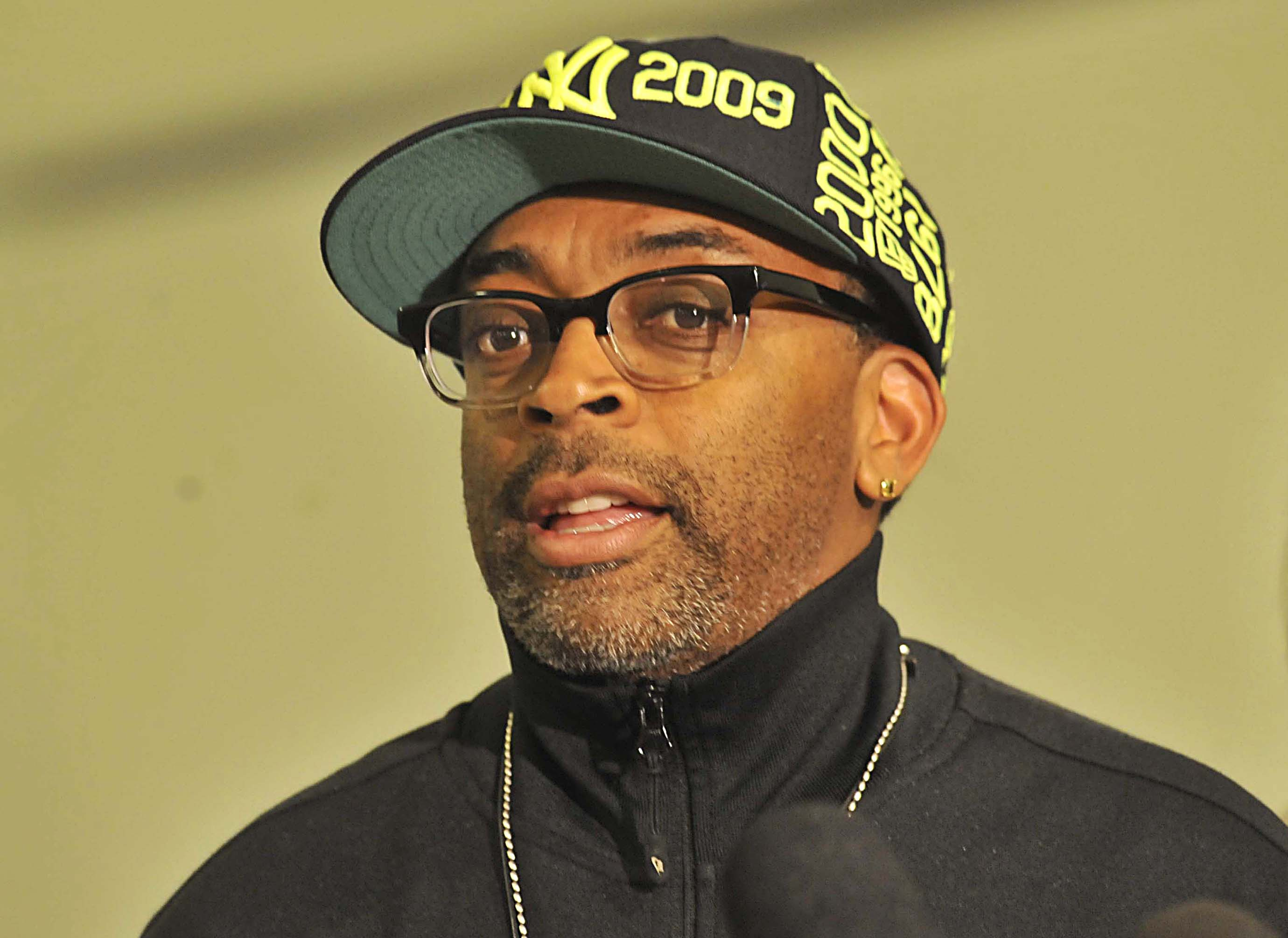
Spike Lee i en New York Yankees-keps.
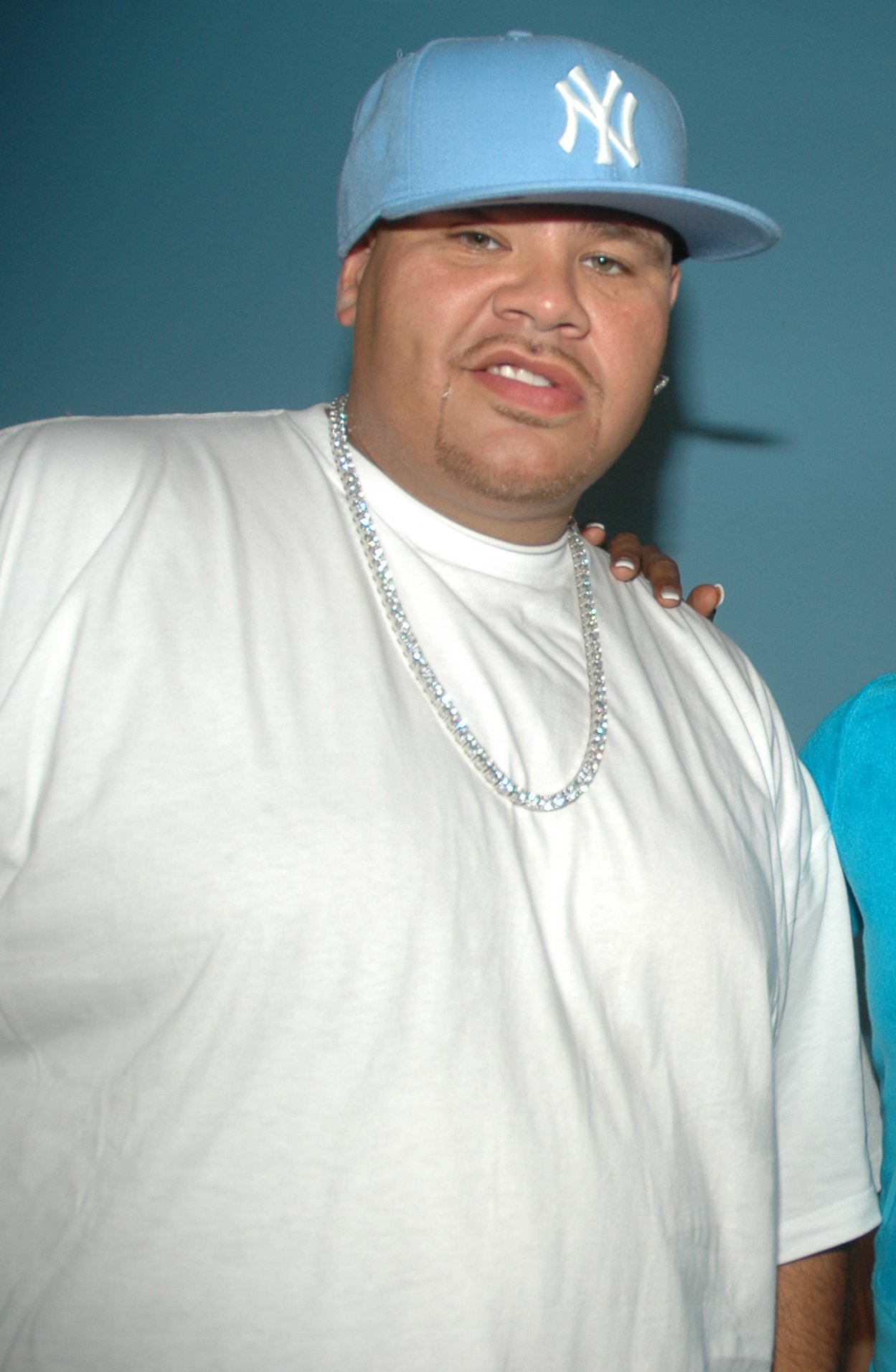
Fat Joe i en ljusblå New York Yankees-keps.